# Ellenz-Poltersdorf
Ellenz-Poltersdorf là một đô thị thuộc huyện Cochem-Zell, bang Rheinland-Pfalz, Đức. Đô thị này có diện tích 7,4 ki-lô-mét vuông.